# Rottweil
Rottweil é uma cidade da Alemanha, no distrito de Rottweil, na região administrativa de Friburgo, cidade mais antiga do estado de Bade-Vurtemberga. Está localizada entre a Floresta Negra e os Alpes Suábios. Rottweil tem aproximadamente 25.000 habitantes. Esta antiga cidade é famosa devido ao seu centro medieval e seu tradicional carnaval, chamado de Fastnacht no dialeto suábio. Sua aparência medieval pouco mudou desde o século XVI.

## História
Rottweil foi fundada pelos romanos no ano de 73 com o nome de Aras Flávias (Arae Flaviae) e se tornou um município, mas existem evidências de assentamentos humanos na região antes de 2 000 a.C.. Existem termas romanas e mosaicos de Orfeu na cidade, datados de 180. Na Idade Média, ano de 1268, Rottweil se tornou Cidade Imperial Livre. Em 1463 Rottweil se aliou à Antiga Confederação Helvética. Sua situação como cidade livre e sua aliança foram perdidas após a invasão de Napoleão Bonaparte, em 1803.
A famosa raça de cães Rottweiler foi criada nesta cidade entre o final do século XIX e início do século XX. Estes animais eram amplamente usados na região para trabalhos de tração e guarda. O tipógrafo e pintor renascentista Adam de Rottweil, criador de um dos primeiros dicionários de Alemão e Italiano, o pintor gótico Konrad Witz e o jogador de futebol, Joshua Kimmich do Bayern de München e da Seleção Alemâ,  nasceram nesta cidade.